# Al MacAdam
Pour les articles homonymes, voir McAdam (homonymie).
Reginald Alan MacAdam, dit Al MacAdam, (né le 16 mars 1952 à Charlottetown sur l'Île-du-Prince-Édouard au Canada) est un joueur professionnel canadien de hockey sur glace. Il remporte le trophée Bill-Masterton de la Ligue nationale de hockey en 1980.

## Carrière en club
Il est choisi lors du repêchage amateur de la Ligue nationale de hockey en 1972 par les Flyers de Philadelphie alors qu'il évoluait avec l'équipe de sa ville natale, les Islanders de Charlottetown.
Il ne rejoint pas les Flyers pour autant mais joue dans la Ligue américaine de hockey pour les Robins de Richmond pendant deux saisons avant de faire ses débuts dans la LNH à la fin de la saison 1973-1974 en jouant six matchs (dont un lors des séries éliminatoires. Dès la saison suivante, il rejoint les Seals de la Californie pour deux saisons puis les Barons de Cleveland pour deux nouvelles saisons.
En 1978, il signe avec les North Stars du Minnesota et porte le maillot de la franchise six saisons remportant le trophée Bill-Masterton en 1980, année où il connaît ses meilleurs statistiques de carrière avec 93 points.
En 1984 il connaît sa dernière saison dans la LNH avec les Canucks de Vancouver et prend sa retraite un an plus tard avec une dizaine de matchs pour l'Express de Fredericton.

### Honneurs et trophées personnels
- Remporte le trophée Bill-Masterton en 1980
- Sélectionné pour le Match des étoiles de la LNH en 1976 et 1977.

## Statistiques
| Saison     | Équipe                   | Ligue      |     | Saison régulière | Saison régulière | Saison régulière | Saison régulière | Saison régulière |    | Séries éliminatoires | Séries éliminatoires | Séries éliminatoires | Séries éliminatoires | Séries éliminatoires |
| Saison     | Équipe                   | Ligue      | PJ  | B                | A                | Pts              | Pun              | PJ               | B  | A                    | Pts                  | Pun                  |                      |                      |
| 1972-1973  | Robins de Richmond       | LAH        | 68  | 19               | 32               | 51               | 42               | 4                | 0  | 2                    | 2                    | 0                    |                      |                      |
| 1973-1974  | Robins de Richmond       | LAH        | 62  | 23               | 22               | 45               | 36               | 5                | 1  | 4                    | 5                    | 4                    |                      |                      |
| 1973-1974  | Flyers de Philadelphie   | LNH        | 5   | 0                | 0                | 0                | 0                | 1                | 0  | 0                    | 0                    | 0                    |                      |                      |
| 1974-1975  | Seals de la Californie   | LNH        | 80  | 18               | 25               | 43               | 55               | -                | -  | -                    | -                    | -                    |                      |                      |
| 1975-1976  | Seals de la Californie   | LNH        | 80  | 32               | 31               | 63               | 49               | -                | -  | -                    | -                    | -                    |                      |                      |
| 1976-1977  | Barons de Cleveland      | LNH        | 80  | 22               | 41               | 63               | 68               | -                | -  | -                    | -                    | -                    |                      |                      |
| 1977-1978  | Barons de Cleveland      | LNH        | 80  | 16               | 32               | 48               | 42               | -                | -  | -                    | -                    | -                    |                      |                      |
| 1978-1979  | North Stars du Minnesota | LNH        | 69  | 24               | 34               | 58               | 30               | -                | -  | -                    | -                    | -                    |                      |                      |
| 1979-1980  | North Stars du Minnesota | LNH        | 80  | 42               | 51               | 93               | 24               | 15               | 7  | 9                    | 16                   | 4                    |                      |                      |
| 1980-1981  | North Stars du Minnesota | LNH        | 78  | 21               | 39               | 60               | 94               | 19               | 9  | 10                   | 19                   | 4                    |                      |                      |
| 1981-1982  | North Stars du Minnesota | LNH        | 79  | 18               | 43               | 61               | 37               | 4                | 1  | 0                    | 1                    | 4                    |                      |                      |
| 1982-1983  | North Stars du Minnesota | LNH        | 73  | 11               | 22               | 33               | 60               | 9                | 2  | 1                    | 3                    | 2                    |                      |                      |
| 1983-1984  | North Stars du Minnesota | LNH        | 80  | 22               | 13               | 35               | 23               | 16               | 1  | 4                    | 5                    | 7                    |                      |                      |
| 1984-1985  | Canucks de Vancouver     | LNH        | 80  | 14               | 20               | 34               | 27               | -                | -  | -                    | -                    | -                    |                      |                      |
| 1985-1986  | Express de Fredericton   | LAH        | 11  | 0                | 4                | 4                | 5                | -                | -  | -                    | -                    | -                    |                      |                      |
| Totaux LNH | Totaux LNH               | Totaux LNH | 864 | 240              | 351              | 591              | 509              | 64               | 20 | 24                   | 44                   | 21                   |                      |                      |
| Totaux LAH | Totaux LAH               | Totaux LAH | 141 | 42               | 58               | 100              | 83               | 9                | 1  | 6                    | 7                    | 4                    |                      |                      |

## Carrière d'entraîneur
Dix ans après la fin de sa carrière de joueur, il devient l'entraîneur dans la LAH pour l'équipe des Maple Leafs de Saint-Jean, poste qu'il occupe de 1997 à 2000. Il prend alors le poste d'entraîneur des Blackhawks de Chicago avec Alpo Suhonen pour la 2000-2001 puis devient ensuite l'entraîneur adjoint de Brian Sutter jusqu'à la fin de la saison 2003-2004.